# Arpeggio

Az arpeggio zenei jelölése

Az arpeggio egy zenei játékmód. A szó olasz eredetű, jelentése: hárfaszerűen. Zenei díszítő játékmód, melyben az előadó az akkordot hangjaira bontva szólaltatja meg. Az arpeggio nem pusztán előadói gyakorlat, hanem a zenemű része, kottában jelölt díszítésként a 17. századtól ismert.
Az akkord bal oldalán megszakított vagy végigfutó hullámvonallal jelölik, mely a két határhang között húzódik. A törés iránya lehet felfelé vagy lefelé, ha a zeneszerző nem jelzi, az arpeggiót alulról felfelé kell játszani, de például egyes Bartók művekben nyíl jelöli a fentről lefele játékot. Jelölhető még a száron levő vonással is, ekkor a vonás iránya jelzi a törés irányát. Régebben a törendő akkord fölé írt arp. illetve arpegg. rövidítés szolgált az arpeggio jelölésére.
Átvitt értelemben irodalomelméleti műszóként is alkalmazzák, amely arra utal, hogy egy tömör központi gondolat szálaira bontva, mintegy húrok egymás utáni megszólalásaként jelenik meg a műben (például Kosztolányi: Esti Kornél, 1933. Madách: Az ember tragédiája, 1861).

## Etimológia
A szó a harp (hárfa) szóból származik (egyes nyelveknél a szókezdő h néma).

## Lejátszása
Az arpeggio felfelé, vagy lefelé, sorban egymás után lejátszott hangok összessége. Egy akkordba tartozó hangokat időben elválasztva szólaltatunk meg, és ha az a hangszeren lehetséges, ezek az akkord lejegyzett tartamával megegyező ideig szólnak.
Például ha egy skála első, harmadik és ötödik fokát játsszuk (ami a hármas hangzatnak felel meg), és a hangnem C-dúr, akkor a kétoktávos, felfelé tartó arpeggio hangjai a következők lesznek: C, E, G, C, E, G, C. Látható, hogy az arpeggio több mint egy oktávot átfoghat.
Billentyűs hangszereken játszható egy kézzel, vagy két kézzel egyidejűleg, ekkor vonalrendszerenként külön jelzéssel jelölnek, illetve történhet egymásután, melyet folytonos hullámvonal jelez.

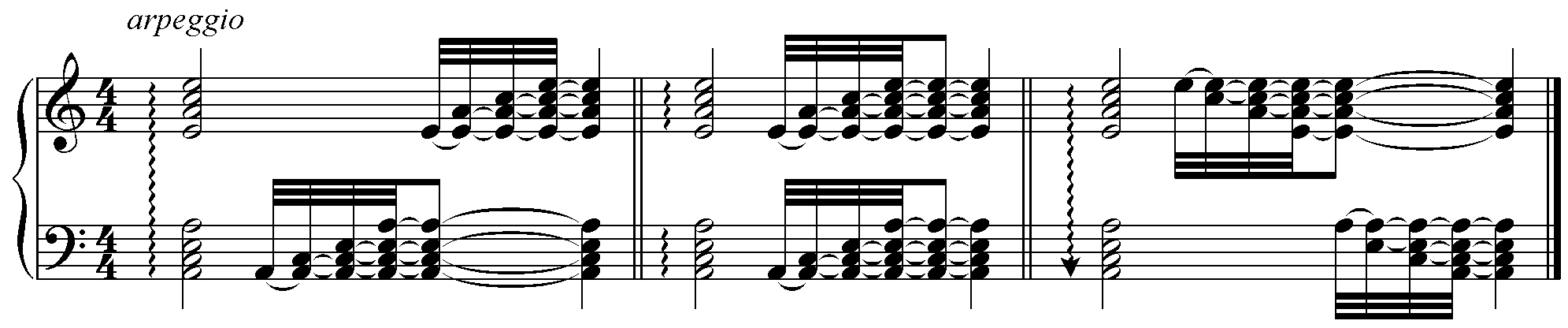
Az arpeggio három alapvető módjának jelölései

Speciális esete az arpègement figuré, mely akkordidegen (az eredeti akkordban nem szereplő) hangokat is tartalmaz, melyeket elhangzásuk után azonnal elengednek.
A 17.-18. században lejátszási módja nem volt szigorú szabályhoz kötve, de a 19. századra mindinkább elterjedt, hogy az arpeggiót ütemre beosztva játszották.

## Gyakori alkalmazások
A legtöbb dallamhangszeren elő lehet adni arpeggiót, de vannak jellemző alkalmazások, például:
- húros és billentyűs hangszerekre írt klasszikus darabok gyakori eleme az arpeggio
- a könnyűzenében a basszusgitár-kíséret gyakran arpeggióval játssza az akkordokat
- monofonikus szintetizátorokon illetve régi számítógépeken nem állt rendelkezésre a polifonikus hangzás, így az akkordokat arpeggióval helyettesítették